# 小堡站
小堡站，为溪田铁路四等站。位于辽宁省本溪市明山区。隶属沈阳铁路局本溪车务段。仅办理整车与专用线货运。
1952年，溪田线全线通车后，除新建小市站舍和小堡车站，扩建温泉寺站舍外，其余各站站台、站舍、货运设备、行车设备也程度不同地进行改造和扩大。